# Xavier Couture
Pour les articles homonymes, voir Couture (homonymie).
Xavier Couture, né le 29 août 1951 à La Tronche (Isère), est un dirigeant et producteur de télévision français.

## Biographie
Né d'un père médecin militaire et d'une mère femme au foyer, Xavier Couture est issu d'une famille de cinq enfants. Il est notamment le frère de Pierre-François Couture.
Titulaire du baccalauréat, Xavier Couture est le responsable des relations publiques de Thierry Sabine, fondateur du rallye Paris Dakar en 1972. Il entre au quotidien sportif L'Équipe en 1975 en tant que chef de publicité. Il est éditeur de la revue Scores International. En 1987, il cofonde avec Jérôme Bureau le quotidien sportif Le Sport. Recruté par TF1 en 1988, il est nommé adjoint au directeur des sports. En 1990, il rejoint La Cinq comme directeur des programmes pour la jeunesse. En 1991, il est nommé président de Tilt Productions, la société produisant notamment le jeu télévisé Fort Boyard. En 1993, Xavier Couture retourne sur TF1, où il exerce les fonctions de directeur de l'antenne. À partir de 1999, il est également chargé des sports et des opérations spéciales.
Son roman Coma est publié en 2002 par Grasset. La même année, Couture est choisi par Jean-Marie Messier pour succéder à Pierre Lescure. Il est nommé PDG et président du directoire de Canal+ et doit faire face à l'accueil hostile des salariés de la chaîne,. L'année suivante, Jean-René Fourtou, le nouveau président du groupe Vivendi Universal, le remplace par Bertrand Méheut. Xavier Couture est recruté par le groupe de production Endemol France pour diriger sa filiale Usual Productions. Il entre chez Orange en 2007. D'abord consultant sur la politique des contenus, il est nommé directeur des contenus en 2008, puis conseiller chargé des relations avec les acteurs de l'audiovisuel auprès de Stéphane Richard en 2012. En juillet de la même année, il remplace l'ancienne ministre Christine Albanel à la direction de la communication et de la marque du groupe. Il quitte Orange l'année suivante. Consultant pour les entreprises du secteur audiovisuel, il rejoint en 2014 l'équipe des polémistes de On ne va pas se mentir sur I-Télé. En 2016, il travaille aux côtés de Delphine Ernotte, présidente de France Télévisions.
En avril 2020, sa société Protocole remporte l'appel d'offres lancé pour apporter des conseils en communication au GIP, intitulé #France23, qui est chargé de l'organisation de la prochaine Coupe du monde de rugby 2023, en France.
En février 2022, il est nommé président du conseil d'administration du théâtre du Châtelet. Il assure également la présidence du théâtre de la Ville voisin depuis 2018.

## Vie privée
Sa première épouse meurt dans un accident de voiture, alors qu'il a 24 ans. 
En 2000, il se remarie avec la présentatrice de TF1 Claire Chazal. Ils divorcent en 2003. 
Marié à quatre reprises, il est père de quatre enfants.
Xavier Couture est en couple avec l'animatrice Emmanuelle Gaume.

## Ouvrages
- Et pourtant j'étais mort, Paris, Éditions du Masque, 2012, 299 p. (ISBN 978-2-7024-3701-8)
- La Dictature de l'émotion : où va la télévision ?, Éditions Louis Audibert, 2005, 158 p. (ISBN 978-2-84749-053-4)
- Coma, Grasset, 2002, 286 p. (ISBN 978-2-246-62081-5)